# Harry Cohn
Harry Cohn (n. 23 iulie 1891, New York City, New York, SUA – d. 27 februarie 1958, Phoenix, Arizona, SUA) a fost cofondatorul, directorul de producție și președintele companiei Columbia Pictures Corporation.

## Viața și cariera
Cohn s-a născut într-o familie evreiască din clasa muncitoare din New York. Tatăl său, Joseph Cohen, era un croitor originar din Germania, iar mama sa, Bella Joseph, emigrase din Imperiul Rus. După ce a lucrat pentru un timp ca vatman de tramvai și apoi ca pianist pentru o tipografie de partituri muzicale, a obținut un loc de muncă la Universal Pictures, unde fratele său, Jack Cohn, era deja angajat. În 1919 Harry Cohn a fondat, împreună cu fratele său și cu Joe Brandt, compania CBC Film Sales Corporation. Inițialele companiei proveneau de la numele fondatorilor (Cohn, Brandt si Cohn), însă unii glumeți de la Hollywood au scos în evidență bugetul scăzut și nivelul artistic modest al filmelor produse de CBC și au poreclit compania „Corned Beef and Cabbage” (în traducere „conservă de carne de vită și varză”). Harry Cohn a coordonat producția de filme a companiei la Hollywood, în timp ce fratele său a administrat finanțele companiei de la New York. Relația dintre cei doi frați nu a fost întotdeauna bună, iar Brandt, considerând că acest parteneriat era stresant, și-a vândut în cele din urmă participația lui Harry Cohn, care a preluat funcția de președinte, moment în care firma a fost redenumită Columbia Pictures Corporation.
Majoritatea creațiilor artistice timpurii ale lui Columbia l-au avut ca actor principal pe Jack Holt. Columbia nu a putut să scape de eticheta de studio Poverty Row până în 1934, când comedia S-a întâmplat într-o noapte a regizorului Frank Capra a obținut mai multe premii Oscar. Proprietarii de cinematografe care se feriseră până atunci să prezinte creații ale companiei Columbia au devenit clienți constanți. Fiind o companie integrată pe orizontală, care controla doar producția și distribuția, Columbia se aflase anterior la mila proprietarilor de cinematografe. Columbia și-a extins domeniul de aplicare pentru a oferi spectatorilor un program obișnuit format din filme cu buget redus, scurtmetraje, seriale, documentare geografice, înregistrări sportive și desene animate. Columbia a lansat în fiecare an câteva producții de „clasă” (Lost Horizon, Holiday, Domnul Smith merge la Washington, The Jolson Story, Gilda, Cariera de politician etc.), dar a depins de producțiile populare cu buget redus pentru a-și păstra solvența. În timpul conducerii lui Cohn, studioul a făcut întotdeauna profit.
Cohn nu a construit un colectiv de vedete de film precum au făcut-o alte studiouri. El a semnat, în schimb, contracte cu actori care lucrau de regulă pentru studiouri mai scumpe (Wheeler &amp; Woolsey, Cary Grant, Katharine Hepburn, Mae West, Humphrey Bogart, Dorothy Lamour, Mickey Rooney, Chester Morris, Warren William, Warner Baxter, Sabu, Gloria Jean, Margaret O'Brien etc.) pentru a atrage o audiență pre-vândută. Vedetele companiei Columbia au apărut, în general, din rândurile actorilor mici și actorilor ( Jean Arthur, Rita Hayworth, Larry Parks, Julie Bishop, Lloyd Bridges, Bruce Bennett, Jock Mahoney etc.). Unii dintre producătorii și regizorii Columbiei au absolvit, de asemenea, poziții mai mici ca actori, scriitori, muzicieni și directori asistent.
Cohn era cunoscut pentru stilul său managerial autocratic și intimidant. Când a preluat funcția de președinte al companiei Columbia, a rămas în continuare ca director de producție, concentrând astfel o putere enormă în mâinile sale. El respecta talentul mai presus de orice calitate personală, dar se asigura că angajații lui știau cine era șeful. Scenaristul Ben Hecht l-a denumit „Colț alb”. Un angajat al Columbiei l-a numit „monarhul absolut pe care Hollywoodul l-a cunoscut vreodată”. Se spunea că „avea dispozitive de ascultare pe toate scenele și putea să asculte orice conversație de pe platou, apoi să tune în difuzor dacă auzea ceva care nu-i plăcea”. În cursul administrației sale, cea mai populară poreclă a sa a fost „King Cohn”.
Moe Howard, unul din „Cei Trei Nătărăi”, a afirmat ulterior că Harry Cohn era „un adevărat individ de tipul Jekyll-and-Hyde... din punct de vedere social, el putea fi foarte șarmant”. Cohn striga și-i înjura toată ziua din biroul său pe actori și pe regizori pentru ca să-i salute cordial la cină în aceeași seară. Potrivit unor opinii, Cohn și-a cultivat în mod deliberat o reputație de tiran, fie pentru a-și motiva angajații, fie pentru că îi sporea controlul asupra studioului. Se spune că Cohn a păstrat o fotografie semnată de Benito Mussolini, pe care l-a cunoscut în Italia în 1933, pe biroul său până la începutul celui de-al Doilea Război Mondial. (Columbia a produs documentarul Mussolini Speaks în 1933, narat de Lowell Thomas). Colt a avut, de asemenea, o serie de legături cu crima organizată. Era prieten vechi cu gangsterul John Roselli din Chicago, iar șeful mafiot Abner Zwillman din New Jersey a fost sursa împrumutului care i-a permis lui Cohn să-i cumpere partea partenerului său, Brandt. Stilul autoritar și intimidant al lui Cohn a devenit o legendă la Hollywood și a fost prezentat în diverse filme. Personajele interpretate de Broderick Crawford în All The King's Men (1949) și Born Yesterday (1950), ambele produse de Columbia, sunt presupuse a fi fost inspirate de Cohn, ca și Jack Woltz, un mogul de film care apare în Nașul (1972).
În felul său, Harry Cohn era sentimental în anumite chestiuni profesionale. El a apreciat sprijinul valoros al lui Jack Holt în anii dificili de existență ai companiei Columbia și l-a ținut sub contract până în 1941. Cohn i-a angajat pe „Cei Trei Nătărăi” în 1934 și, după cum a spus „nătărăul” Larry Fine, „a crezut că i-am adus noroc”. Cohn i-a păstrat pe „nătărăi” pe statul de salarii până la sfârșitul anului 1957. Cohn a îndrăgit ceea ce a numit „acele mici filme prostești de categoria B” și a continuat să le producă, alături de comedii și seriale cinematografice de două role, după ce alte studiouri le abandonaseră.
Potrivit biografului Michael Fleming, Cohn l-a forțat pe Curly Howard din grupul comic „The Three Stooges” („Cei trei nătărăi”) să continue să lucreze după ce a suferit o serie de accidente vasculare minore, ceea ce a contribuit probabil la o deteriorare ulterioară a sănătății lui Howard, la retragerea sa și la moartea sa prematură. 

## Viața personală
Cohn obișnuia să ceară favoruri sexuale vedetelor de sex feminin în schimbul angajării (deși zvonuri similare au fost lansate în legătură cu mai mulți producători de la Hollywood de la vremea respectivă). Relația lui Harry Cohn cu Rita Hayworth a fost destul de încinsă. Hayworth descrie în biografia ei, If This Was Happiness, modul în care a refuzat să se culce cu Cohn și cum l-a înfuriat acest refuz. Cu toate acestea, pentru că Hayworth era o actriță valoroasă, Cohn a continuat să o țină sub contract, pentru că îi aducea bani. În cursul anilor în care au lucrat împreună, fiecare a făcut tot ce i-a stat în putință pentru a-l irita pe celălalt, în ciuda relației profesionale îndelungate, care a avut rezultate bune. Cohn a vrut să o aducă pe Mary Castle ca succesoare a Ritei Hayworth. Atunci când Joan Crawford a devenit ținta avansurilor lui Cohn, după ce a semnat un contract pentru trei filme cu Columbia, el l-a oprit repede, spunându-i: „Ține-o în pantaloni, Harry. Iau mâine prânzul cu Joan și cu băieții [soția și copiii lui Cohn]”.
Potrivit scriitorului Joseph McBride, Jean Arthur a renunțat la actorie din cauza comportamentului posesiv al lui Cohn la adresa actrițelor.
Într-un documentar al BBC, Sammy Davis Jr - The Kid in the Middle, s-a dezvăluit că Harry Cohn, pentru a pune capăt relației lui Kim Novak cu un bărbat negru, a pus niște bandiți să îl amenințe pe Sammy Davis, Jr. că-l vor orbi sau îi vor sfărâma picioarele dacă nu se căsătorea cu o femeie neagră în 48 de ore.
Cohn a fost căsătorit cu Rose Barker din 1923 până în 1941 și cu actrița Joan Perry (1911-1996) din iulie 1941 până la moartea lui, în 1958. Perry s-a recăsătorit mai târziu cu actorul Laurence Harvey. Nepoata lui Harry Cohn a fost Leonor „Lee” Cohn Annenberg, soția magnatului miliardar din domeniul presei Walter Annenberg din Philadelphia. Tatăl ei era Maxwell Cohn, fratele lui Harry și a lui Jack Cohn.

## Moartea
Cohn a fost ultimul mogul al filmului din „Epoca de Aur al Hollywood-ului”, continuând să-și păstreze puterea și influența după plecarea unor rivali ca Darryl F. Zanuck și Louis B. Mayer. A suferit un atac de cord în februarie 1958, în hotelul Arizona Biltmore din Phoenix, Arizona, la scurt timp după ce a terminat cina, și a murit într-o ambulanță pe drumul spre Spitalul St. Joseph.
Înmormântarea lui Cohn, la care a asistat multă lume, a făcut obiectul celebrului citat al lui Red Skelton, care a remarcat: „Se dovedește ceea ce Harry spunea mereu: dați publicului ceea ce vrea și vor veni să o vadă". El este înmormântat în cimitirul Hollywood Forever din Hollywood.

## Legături externe
- Harry Cohn la Internet Movie Database
- Harry Cohn la Find a Grave